# 道徳および立法の諸原理序説
『道徳および立法の諸原理序説』（英：An Introduction to the Principles of Morals and Legislation）とは、1789年に刊行されたイギリスの哲学者ジェレミ・ベンサムによる哲学の著作である。
1748年に生まれたベンサムは法学を学ぶが哲学の領域でも成果を残し、イギリスの経験論的な哲学研究の伝統を踏まえ、個人と社会の幸福について倫理学的に考察して功利主義の哲学を提唱した。本書『道徳および立法の諸原理序説』は功利主義の古典的な基礎を示したものであり、後の功利主義者ジョン・スチュアート・ミルにも影響を与えた。

## 構成
全17章。
- 序文
- 第1章 - 功利性（utility）の原理（principle）について
- 第2章 - 功利性（utility）の原理（principle）に反（adverse）する諸原理（principles）について
- 第3章 - 苦痛（pain）と快楽（pleasure）に関する4つの制裁（sanctions）または源泉（sources）について
- 第4章 - 様々な快楽（pleasure）と苦痛（pain）の価値（value）、その計算（measure）方法
- 第5章 - 快楽（pleasures）と苦痛（pains）、その種類（kinds）
- 第6章 - 感受性（sensibility）に影響（influence）を与える諸事情（circumstances）について
- 第7章 - 人間の行為（human actions）一般について
- 第8章 - 意図（intentionality）について
- 第9章 - 意識（consciousness）について
- 第10章 - 動機（motives）について
- 第11章 - 人間の気質（human dispositions）一般について
- 第12章 - 悪行為（mischievous act）の諸結果（consequences）について
- 第13章 - 刑罰（punishment）に相当しない場合
- 第14章 - 刑罰（punishments）と犯罪（offences）の均衡（proportion）について
- 第15章 - 刑罰（punishment）に与えられなければならない諸性質（properties）について
- 第16章 - 犯罪（offences）の分類（division）
- 第17章 - 法学（jurisprudence）の刑法部門（penal branch）の限界（limits）について

## 内容
功利（utility）とは役立つことを意味する概念であり、ベンサムは行為の善悪の基準として功利をすえている。そもそも人間は自己保存の原理に従って行動している。この自己保存の原理は功利の原理でもあり、人間は効用の原理快楽を追求し、苦痛を回避しようとする存在だと定義できる。したがって、快楽に役立つ功利性を高めることが正しいと考え、具体的には行為の源泉である快苦について14項目の図表を作って説明している。また快楽の基準として快苦の強さ、持続性、確実性、実現時期の近さ、多産性、純粋性、範囲の七つの基準に基づいて快楽計算を試みている。快楽計算によって人間の幸福は定量化することが可能であり、差し引き計算で効用が最大化することが人間の幸福だと定義された。
しかし、このような個人の幸福が必ずしも社会の幸福に直結するとは限らないとベンサムは考え、個人の幸福が過剰に重要視されることを避けるために万人の幸福を「一として扱い、一以上とは数えない」ことによって平等となるように論じる。そして個人の幸福の総和が社会全体の幸福だと見なして、道徳の原理が「最大多数の最大幸福」でなければならないと主張する。可能な限り多くの人々の効用を高め、より少ない苦痛に留めることが道徳的にも善であり、これは立法においても基準となると考えた。このように構築された功利主義の哲学は全ての人々が平等かつ最大の効用が得られる権利を持つ権利を保障している。

## 日本語訳
- 陸奥宗光訳『利学正宗』上下巻、薔薇楼（発行人山東直砥）、1883–1884年
- 関嘉彦責任編集 『世界の名著49 ベンサム/J.S.ミル』 中央公論新社、1979年、ISBN 9784124006599
  - 『道徳および立法の諸原理序説』の抄訳を収録
- ベンサム『「功利主義の原理について」ほか『立法と道徳の原理序説』より』 江藤貴紀訳、AICJ出版、2012年、ISBN 9784906972067
  - 全訳シリーズ。第1章から第3章まで収録。
- 中山元訳『道徳および立法の諸原理序説』ちくま学芸文庫（上下）、2022年8月

- 堀秀彦ほか訳「道徳および立法の原理序論」『世界大思想全集 第2期 社会・宗教・科学思想篇 第7』 河出書房, 1955年